# Экономика Кубы
Куба — аграрно-индустриальная страна.

## История

### В колониальный период
Остров был открыт в 1492 году экспедицией Х. Колумба, его завоевание и хозяйственное освоение началось в 1511 году. В следующем, 1512 году здесь было основано первое поселение — Асунсьон, а к 1532 году здесь было уже семь городов. 
Поскольку Куба являлась колонией Испании, в процессе колонизации здесь воспроизводились социально-политические и экономические институты метрополии. Колонизация сопровождалась истреблением местного индейского населения (к 1537 году их осталось около 5—6 тысяч), одновременно происходило отчуждение индейских земель, которые были объявлены собственностью испанского короля. В XVI веке здесь складывается крупное феодальное землевладение испанских помещиков и креолов с широким использованием феодальных методов эксплуатации и методов внеэкономического принуждения (в частности, системы репартимьенто и института энкомьенды).
Экономическое развитие в этот период осложняли боевые действия (в 1538 г. и 1554 г. Гавана была сожжена французами) и набеги пиратов на прибрежные поселения.
В связи с нехваткой рабочей силы, начинается ввоз негров-рабов, труд которых используется на рудниках, табачных и сахарных плантациях (первая партия из 500 человек прибыла в 1524 году, в дальнейшем их количество увеличивается).
До начала XVII века основной формой землевладения являлись крупные скотоводческие хозяйства, но с начала XVII века начинается вывоз в Испанию сахара, а несколько позднее — и табака. Экономическое развитие Кубы в этот период искусственно сдерживалось испанскими колониальными властями — в частности, ввоз иностранных товаров был разрешён только через порты Севилья и Кадис и облагался высокими таможенными пошлинами. В результате, в XVII—XVIII вв. получила широкое развитие контрабандная торговля.
11 апреля 1717 года король Испании Филипп V подписал указ «Estanco del Tabaco» о введении на Кубе табачной монополии. В 1717, 1721 и 1723 гг. по Кубе прокатились восстания крестьян, требовавших отмены табачной монополии, которая ограничивала производство табака. В результате, в 1762—1763 гг., во время захвата острова англичанами здесь был введён режим свободы торговли, а Испания, возвратившая остров в следующем году, была вынуждена на некоторое время смягчить ограничения.
В середине XVIII века начинается процесс дробления скотоводческих латифундий, на месте которых возникают сахарные и табачные плантации, окончательно складывается класс землевладельцев-креолов. В конце XVIII века на Кубе имелось 339 крупных скотоводческих ферм, 478 плантаций сахарного тростника и свыше 8814 мелких владений (скотоводов, табаководов и др.). 
К началу XIX века на Кубе складывается многоукладная система экономики, начинается развитие капиталистических отношений (связанное с переходом к использованию наёмного труда на крупных латифундиях), ускоряется развитие сахарной, горнорудной промышленности, литейного производства.
В 1801 году был вновь «временно» установлен запрет на ввоз иностранных товаров.
23 июня 1817 года была отменена табачная монополия. Тогда же, в 1817 году был введён запрет на работорговлю (однако на практике, использование рабов по-прежнему продолжалось).
В 1830-е годы появляются первые табачные и сигарные фабрики, начинается процесс концентрации в сахарном производстве: мелкие предприятия («инхенио») вытесняют крупные «сентрали», на которых применяется труд колонов и наёмных рабочих.
В 1868 году началось восстание под руководством Карлоса Мануэля Сеспедеса, результатом которого стало подписание в 1878 году договора в Занхоне, в соответствии с которым в 1880—1885 годы было произведено освобождение негров-рабов. Это привело к обострению противоречий в аграрном секторе экономики.
В 1891 году между США и Испанией был заключён торговый договор, в результате которого влияние США на экономику Кубы существенно усилилось.
В 1898 году, после окончания войны за независимость Куба перешла под контроль США (американская оккупация острова продолжалась до 1902 года, а в 1903 году была принята «поправка Платта», разрешавшая США вводить на Кубу войска без санкции со стороны правительства). Таким образом, Куба была фактически превращена в полуколонию США.

### В 1898—1958 гг.
В целом, в 1900-е годы на Кубе по-прежнему сохранялась сложившаяся при испанском господстве колониальная структура экономических и общественных отношений. В 1902 году США заключили с Кубой «Договор о режиме взаимного благоприятствования», а в 1903 году — «Постоянный договор», которые усилили влияние США на экономику Кубы.
В октябре 1910 года мощный ураган нанёс значительный ущерб хозяйству страны.
Первая мировая война вызвала интенсивное развитие кубинской сахарной промышленности (в 1918 году Куба обеспечивала около половины мирового производства сахара), однако окончание войны и начавшийся вслед за ней экономический кризис ухудшил положение в стране. В 1917—1918 годы по стране прокатилась волна забастовок и восстаний, которые стали причиной оккупации острова американскими войсками в 1917—1922 годы. Вследствие экономического кризиса 1920—1921 года кредитно-финансовая сфера, внешняя торговля и промышленность страны переходят под управление американских банков и компаний. Основная часть американских инвестиций в этот период поступала в плантационное земледелие, сахарную и табачную промышленность, горнорудную промышленность (добыча меди, марганца и железной руды) и железнодорожный транспорт. Объёмы вложений американских капиталов в экономику Кубы в этот период постоянно увеличиваются: если в 1898 году они составляли 50 млн долларов, в 1902 году — 80 млн, в 1906—120 млн, в 1912 году — 220 млн долларов, то в 1927 году — уже 1500 млн долларов США.
По состоянию на начало 1930-х годов Куба представляла собой типичную тропическую полуколониальную страну. Основой экономики являлось монокультурное сельское хозяйство. Основными экспортными товарами были тростниковый сахар и табак (в 1934 году они составляли свыше 90 % объёма экспорта), в меньшей степени — кофе, какао, тропические фрукты (бананы, ананасы, грейпфруты и др.), кокосовые орехи и ценные породы дерева (в частности, красное дерево и испанский кедр). При этом, посевы кукурузы, риса и пшеницы для внутреннего употребления были сравнительно невелики, и не обеспечивали потребности страны в продовольствии (35 % импорта составляли продукты питания).
Мировой экономический кризис тяжело отразился на экономике страны, объёмы внешней торговли в 1929—1933 годы сократились в четыре раза. Уже в 1931 году количество безработных увеличилось до 500 тыс. чел. (1/8 населения Кубы).
В 1934 году США согласились на отмену «поправки Платта», однако при этом был подписан торговый договор о сохранении торговых и экономических привилегий для американских компаний и беспошлинном ввозе американских товаров на Кубу.
В течение Второй Мировой войны, с 1939 по 1945 годы приток денежных средств и поставки товаров из стран западной Европы практически прекратились и основным источником финансирования являлись реинвестиции. В этот период США стали единственным поставщиком промышленных изделий и горючего для Кубы, а также основным рынком сбыта продукции национальной экономики.
20 января 1951 года министр торговли Хосе Р. Андреу потребовал запретить экспорт и реэкспорт в СССР и страны, находящиеся под его влиянием всех видов сырья, продукции и товаров — «во имя защиты и сохранения принципов демократии». 23 июля 1951 года Ф. Батиста утвердил это решение.
Для дореволюционной Кубы был характерен высокий уровень социального неравенства, по этой причине использование интегральных показателей для определения уровня жизни населения малоприменимо — «де-факто было две Кубы, в одной элита жила прекрасно и комфортабельно, а в другой самые необходимые для жизни вещи было не достать».

### После Кубинской революции 1959 года

#### 1959—1991
После прихода к власти правительства Ф. Кастро было принято решение о реформировании экономики и национализации банков, кредитно-финансовых организаций, а также ряда промышленных предприятий, земли и иной собственности, принадлежавшей иностранным (прежде всего — американским) корпорациям и сторонникам Ф. Батисты.
- в начале 1959 года были снижены плата за жильё, электричество, газ, телефон и медицинское обслуживание.[13]
- 3 марта 1959 года — была национализирована телефонная компания «Кубан тэлэфон компани» (дочернее предприятие американской корпорации ИТТ).[14];
- 17 мая 1959 года был принят закон об аграрной реформе, в соответствии с которым была произведена национализация земель, находившихся в иностранной собственности, установлен максимальный объём частной собственности на землю — 1350 акров для скотоводческих хозяйств и 1000 акров (30 кабальерий, или 402 га) — для всех остальных категорий хозяйств[15]. В результате реформы земельные наделы получили свыше 100 тыс. крестьян, было произведено перераспределение земель сельскохозяйственного назначения (60 % получили крестьяне, 40 % перешло в государственный сектор)[16], а в сельском хозяйстве были созданы два сектора: социалистический сектор (государственные имения и кооперативы), и частный сектор (мелкие имения до 67 га и крупные от 67 до 402 га)[9].
- во второй половине 1959 года был принят закон о контроле над полезными ископаемыми (который устанавливал 25 % налог на металлы и минералы, вывозимые американскими компаниями)[14];
- 15 сентября 1959 года были утверждены новые таможенные тарифы, устанавливающие сбор в размере 100 % стоимости на импорт предметов роскоши (автомобили, драгоценности, яхты...)[14].

Реформы нового правительства вызвали резкую реакцию со стороны руководства иностранных компаний и правительства США. С целью оказать давление на правительство Кубы,
- в мае 1960 года американские компании «Эссо стандарт ойл» и «Texaco Oil» и английская «Бритиш датч шелл» прекратили ввоз нефти на Кубу и дали указания своим заводам не перерабатывать нефть из СССР[17];
- 6 июля 1960 года — правительство США приняло закон о сокращении импорта кубинского сахара в США[14].

В ответ, правительство Кубы начало национализацию компаний США:
- 6 июля 1960 года был принят закон № 85 о принудительной экспроприации иностранной собственности, стоимость которой оплачивалась прежним владельцам бонами, которые погашались в течение 30 лет[14];
- 6 августа 1960 года было постановление № 1, в соответствии с которым были национализированы «Компания кубана де электрисидад», «Кампания телефоника», нефтеперерабатывающие заводы и 36 американских сахароперерабатывающих заводов общей стоимостью 650 млн долларов.[14]

В свою очередь, США приняли меры по ужесточению экономической блокады Кубы:
- 24 августа 1960 года сенат США одобрил поправку к закону «Об иностранной помощи», которая устанавливала, что всякое государство, которое будет оказывать Кубе экономическую помощь или продавать ей оружие, лишится американской помощи;[18]
- 3 сентября 1960 года США установили запрет на продажу Кубе грузовиков, джипов, запасных частей к ним, а также «других товаров, которые могут быть использованы в военных целях».[18]

- в ответ, 17 сентября 1960 года правительством Кубы были национализированы некоторые кубинские банки, филиалы американских банков: «First National City Bank of New York», «1st National City Bank of Boston», «Chase Manhattan Bank» и 382 крупнейших промышленных и торговых предприятия, большинство из которых принадлежало сторонникам Ф. Батисты и иностранным компаниям.

10 октября 1960 года США установили полное эмбарго на поставки Кубе любых товаров (за исключением продуктов питания и медикаментов)
- 13 октября 1960 года были национализированы все кубинские банки и 383 промышленных предприятия[14]
- 24 октября 1960 года были национализированы ещё 166 предприятий, принадлежавшие компаниям США[16].

В общей сложности, в результате проведённых реформ убытки 979 компаний и корпораций США составили около 1 млрд долларов прямых капиталовложений, до 2 млн гектаров земель сельскохозяйственного назначения, три нефтеперерабатывающих и 36 сахарных заводов, значительное количество торгово-промышленных объектов и иной недвижимости.
Экономическое сотрудничество Кубы с СССР началось в начале 1960 года. В феврале 1960 года СССР предоставил Кубе кредит в размере 100 млн долларов США под 2,5 % годовых, в ноябре 1960 года было заключено соглашение о проведении советскими специалистами геологоразведочных работ на Кубе. В дальнейшем, СССР оказал помощь в строительстве и реконструкции промышленности, поставках нефтепродуктов и промышленных товаров, закупке кубинских потребительских товаров и сельскохозяйственной продукции. В целом, товарооборот СССР и Кубы увеличился с 160 млн рублей в 1960 году до 4,8 млрд рублей в 1981 году и до 7,6 млрд рублей в 1987 году.
К середине 1961 года был создан государственный сектор экономики, который включал в себя государственную банковскую систему, государственную монополию на ведение внешней торговли, 90 % промышленных предприятий, 41 % земель сельскохозяйственного назначения (в составе народных имений и кооперативов), значительную часть транспорта и внутренней торговли.
В феврале 1962 года под давлением США Куба была исключена из Организации американских государств.
Активизировалось развитие пищевой промышленности. Так, с помощью ГДР в Баракоа была построена крупнейшая в стране шоколадная фабрика (введённая в эксплуатацию в 1963 году).
3 октября 1963 года была проведена вторая аграрная реформа, был установлен новый максимальный размер частной собственности на землю — 5 кабальерий. В сельском хозяйстве началось осуществление государственных программ мелиорации и дренирования заболоченных земель. В целом, только в период с 1958 до 1975 года площадь орошаемых земель была увеличена со 160 тыс. га до 580 тыс. га, а ёмкость искусственных водохранилищ — в 100 раз (до 4,4 млрд м³).
Также, в 1960-е годы начались механизация сельского хозяйства, развитие свиноводства и была создана новая отрасль экономики — пресноводное рыбоводство.
Кроме того, была начата правительственная программа по созданию молочного скотоводства. В середине 1967 года началось создание пояса «Зелёный кордон» вокруг Гаваны, в виде подковы, обращённой к морю, в котором были основаны питомники кофе и кофейные плантации, одновременно на юге страны были созданы первые молочно-скотоводческие фермы.
В 1968 году были национализированы оставшиеся частные предприятия.
Сальвадор Альенде, после победы на президентских выборах 3 ноября 1970 года в Чили, отказался от участия в торгово-экономической блокаде Кубы и в ноябре 1970 года восстановил дипломатические и торговые отношения с Кубой, однако в сентябре 1973 года при поддержке США в Чили произошёл военный переворот, в ходе которого Альенде и ряд его сторонников были убиты, а хунта генерала А. Пиночета разорвала отношения с Кубой.
В декабре 1970 года была создана Межправительственная советско-кубинская комиссия по экономическому и социальному сотрудничеству. В дальнейшем, в 1972 году правительством Кубы была принята комплексная программа социалистической экономической интеграции, в соответствии с которой были определены внешнеэкономические приоритеты в товарообороте с социалистическими странами. Программа предусматривала развитие производства сахара, никеля, использование продуктов переработки сахарного тростника для производства целлюлозы и бумаги, тропическое плодоовощеводство.
В 1972—1975 гг. были начаты новые реформы, направленные на улучшение системы государственной статистики, бухгалтерского учёта и стандартизации, введение хозрасчёта.
В 1973 году на окраине болота Сапата, возле бухты дель Тесоро была открыта ферма по разведению крокодилов (с инкубатором на 7200 крокодильих яиц).
В 1975 году состоялось консультативное совещание министров иностранных дел Организации американских государств, которое приняло решение об отмене антикубинских санкций. 17 октября 1975 года Куба совместно с 22 другими странами подписала документ о создании Латиноамериканской экономической системы.
В 1975—1977 гг. началось внедрение в экономику Кубы систем управления и планирования, основанных на хозрасчёте. 
В 1976 году был создан Государственный комитет стандартов, разработана система аттестации товаров на три категории (высшая, первая и вторая), утверждён Государственный знак качества.
22 января 1976 года была создана Национальная комиссия по внедрению систем управления и планирования экономики (СУПЭ), была улучшена система связи, началось внедрение в экономику Кубы элементов долгосрочного планирования. В результате, уже в 1976 году были внесены изменения в административно-территориальное деление страны: вместо 6 провинций, 58 районов и 407 муниципий территория страны была разделена на 14 провинций и 167 муниципий. В 1977 году правительством Кубы был принят План развития народного хозяйства (в общей сложности, было реализовано три пятилетних плана: 1976—1980; 1981—1985; 1985—1990). В дальнейшем, в январе 1980 года число ведомств центрального управления было уменьшено с 43 до 34. Это позволило улучшить систему управления, уменьшить издержки и сократить численность административного аппарата.
В 1979 году правительство Кубы провозгласило курс на бережное потребление ресурсов и расширенное использование местного сырья и вторичную переработку отходов (так, из прессованной рисовой шелухи изготавливали стройматериалы; багасо — отходы при переработке сахарного тростника использовали для производства целлюлозы и комбикорма для свиней; началось строительство солнечных и ветряных электростанций; вместо бензиновых машин начали шире использовать дизельные).
В результате реформ, проводимых кубинским правительством в 1960-е-1970-е годы при поддержке со стороны СССР (к 1972 году СССР оказал помощь в строительстве и реконструкции 161 кубинских промышленных предприятий, а к 1981 году — 2 ТЭС и 240 предприятий и объектов), к началу 1980-х годов Куба превратилась из аграрной страны в индустриально-аграрную страну.
К началу 1980-х годов основой экономики Кубы по-прежнему оставалось производство сахара, от которого зависело несколько отраслей промышленности (кондитерская, спиртовинодельческая, химическая...), сельского хозяйства (использование отходов) и транспортная система. Тем не менее, к этому времени на Кубе была преодолена зависимость экономики от экспорта тростникового сахара, табака и рома, созданы ряд отраслей современной индустрии: химическая, нефтехимическая, металлургическая, машиностроение, радиопромышленность, производство цемента.
В начале 1980-х годов в связи со снижением мировых цен на сахар, поступления в бюджет несколько уменьшились, и правительство Кубы увеличило производство цитрусовых (на экспорт) и корнеплодов (для внутреннего рынка).
1 марта 1982 года США объявили Кубу «страной-спонсором терроризма» и дополнительно ужесточили санкции в отношении Кубы.
Фолклендский кризис 1982 года и экономические санкции, установленные США против Никарагуа ознаменовали перелом в отношениях с Кубой со стороны стран Латинской Америки.
- так, в 1982 году после прихода к власти в Аргентине правительства Р. Альфонсина, объём торговли с Кубой вырос в несколько раз, также Куба получила кредит в 600 млн долларов на приобретение аргентинских товаров[6].
- президент Уругвая Х. М. Сангинетти отменил запрет на торговлю с Кубой[31].

В 1982 году увеличивается товарооборот Кубы со странами Латинской Америки, в этом же году была проведена первая выставка кубинских товаров высшей категории качества, представленных на международный рынок.
В начале 1980-х годов, после установления дипломатических отношений и отмены антикубинских санкций странами Латинской Америки, на Кубе получают развитие программы обучения и профессиональной подготовки специалистов для стран Латинской Америки. Уже в 1983 году в школах и вузах Кубы обучались около 20 тыс. чел. из 36 стран Латинской Америки и Карибского бассейна. Это направление деятельности сохраняет значение для экономики Кубы и в настоящее время.
В 1987 году, в связи с затяжной четырёхлетней засухой, правительством Кубы была начата масштабная программа строительства системы ирригационных сооружений.

#### После 1991 года
Распад СССР и последовавшее разрушение торгово-экономических и технических связей привело к ухудшению состояния экономики Кубы в период после 1991 года. Правительством Кубы был принят пакет антикризисных реформ, введён режим экономии. Основой экономики в начале 1990-х вновь становится сахарная промышленность. В 1991 году была принята программа развития туризма, который уже к 1993 году стал второй (после сахарной промышленности) отраслью экономики по объёмам поступлений в бюджет страны и основным источником иностранных инвестиций (в 1991—1993 годы в туристическую отрасль были вложены 400 млн долларов из 500 млн общего объёма иностранных инвестиций в экономику Кубы в данный период).
В июне 1992 года Куба стала членом международной организации «Caribbean Tourism Organization», объединяющей страны Карибского моря.
В октябре 1992 года США ужесточили экономическую блокаду Кубы, приняв дополнительные санкции (Cuban Democracy Act).
В 1991—1994 гг. экономическое положение было особенно тяжёлым (в 1990—1993 гг. ВВП уменьшился на 33 %), в стране не хватало продовольствия и медикаментов, производились отключения электричества, в связи с дефицитом топлива и запасных частей правительство было вынуждено вдвое сократить транспортный парк. В этот период сокращается количество общественного транспорта (особенно — автобусов), проблема общественного транспорта решалось за счёт использования поездов, расширения использования гужевого транспорта, вьючных и верховых лошадей и верблюдов, велосипедов и велорикш.
В 1996 году с целью увеличить объём иностранных инвестиций, правительством был принят закон о порядке создания и функционирования свободных экономических зон. В 1997 году начали действовать три СЭЗ (Мариэль, город Гавана и Вахай). Срок действия концессии на право деятельности в СЭЗ — 50 лет.
12 марта 1996 года Конгресс США принял закон Хелмса-Бёртона (Cuban Liberty and Democracy Solidarity Act), предусматривающий дополнительные санкции против иностранных компаний, торгующих с Кубой. Судам, перевозящим продукцию из Кубы или на Кубу, запрещено заходить в порты США.
В целом, в период после 1991 года экономическая политика правительства Кубы направлена на создание многоукладной социалистической экономики с элементами рыночных отношений, совершенствуются методы управления государственными предприятиями, введён хозрасчёт. Признаны государственная, кооперативная, иностранная частная (394 компании), индивидуальная и смешанная формы собственности. В 1993 году был снят запрет на оборот иностранной валюты, сокращена монополия на внешнюю торговлю.
Темпы прироста экономики в период с 1991 по 2001 оставались отрицательными (хотя в 1997 году имел место рост ВВП на 2,5 %), но в 2002 году рост ВВП составил 1,8 %, в 2003 году — 3,8 %, в 2004 году — 5,4 %, в 2005 году — 11,8 % (несмотря на разрушения и убытки, причинённые в 2005 году ураганами «Dennis» и «Wilma»), в 2006 году — 12,5 %, в 2007 году — 10 %, в 2009 году — 1,4 %.
В период после декабря 1998 года более интенсивно начало развиваться кубино-венесуэльское сотрудничество. В октябре 2000 года было подписано соглашение, в соответствии с которым Венесуэла начала поставки нефти на Кубу (в размере 53 тыс. баррелей в день), а Куба — отправила в Венесуэлу 15 тыс. специалистов (учителей, медицинский и инженерно-технический персонал), хотя часть стоимости поставленных нефтепродуктов погашались денежными выплатами. К весне 2013 года между Кубой и Венесуэлой действовали уже 175 двусторонних соглашений, в соответствии с которыми в Венесуэле работали 98 тыс. кубинцев.
На втором месте по объёму товарооборота с Кубой среди стран Латинской Америки (после Венесуэлы) находится Бразилия.
В 2008 году ураганы «Густав» и «Айк» нанесли значительный (около 11 млрд долларов) урон экономике Кубы, в ликвидации последствий ураганов принимали участие военнослужащие кубинской армии. Начавшийся в 2008 году всемирный экономический кризис ускорил процесс экономической интеграции стран Латинской Америки, в ноябре 2008 года для взаимных расчётов странами ALBA была введена денежная единица сукре, которая начала использоваться в безналичных расчетах с 1 января 2010 года. 4 февраля 2010 года Куба совершила первую транзакцию в этой коллективной валюте (за поставку венесуэльской компанией 360 тонн риса кубинскими импортерами через Банк ALBA было переведено 108 тыс. сукре).
В октябре 2010 года правительство Кубы разрешило предпринимательскую деятельность, при этом сумма налоговых отчислений зависит от величины дохода, а мелкие предприниматели, ежегодный доход которых составляет менее 5 тысяч кубинских песо (около $200) были освобождены от налогообложения. Предпринимательская деятельность была разрешена в 181 отрасли экономики, по состоянию на конец апреля 2012 года на Кубе были зарегистрированы около 386 тыс. индивидуальных предпринимателей.
В октябре 2012 года ураган «Сэнди» нанёс значительные разрушения и убытки в провинциях Сантьяго-де-Куба, Ольгин и Гуантанамо на востоке Кубы, в провинции Сантьяго-де-Куба было разрушено около 46 тыс. зданий, выведены из строя линии телефонной связи и ЛЭП.
В 2018 году были подписаны меморандумы о сотрудничестве Кубы с проектом «Один пояс и один путь» и Евразийским экономическим союзом, с 11 декабря 2020 года Куба получила статус государства-наблюдателя при ЕАЭС.
В начале июля 2021 года тропический шторм «Эльза» прошёл над северным побережьем Кубы (ряд районов в провинции Сьенфуэгос были затоплены, были эвакуированы 180 тыс. человек). В начале августа 2021 года кубинские власти официально разрешили жителям страны открывать частные предприятия с численностью сотрудников до ста человек.
В период после 1960 года колоссальный ущерб экономическому развитию Кубы нанесла экономическая блокада, установленная правительством США (в отношении Кубы введены 208 санкций и ограничений). По официальным данным правительства Кубы, по состоянию на 3 февраля 2022 года прямой ущерб от экономической блокады составил свыше 144,41 млрд долларов США.

## Сельское, лесное хозяйство и рыболовство
На долю сельского, лесного хозяйства и рыболовства приходится 5 % ВВП (в этих отраслях занято 25 % рабочей силы), промышленности и строительства — 34 % (24 % экономически активного населения), сферы услуг — 58 %[уточнить].
Одной из главных сельскохозяйственных культур является сахарный тростник. Главной зерновой культурой является рис, также выращивают маниок, кукурузу и др.
Развиты овощеводство (выращивают помидоры, лук, перец и др.) и пчеловодство.
После революции 1959 года, с целью уменьшить зависимость экономики страны от уровня мировых цен на сахар, существенно увеличилось производство цитрусовых (c 86 тыс. тонн в 1959 году до 786 тыс. тонн в 1986 году), а также производство кофе.

## Промышленность

### Добывающая промышленность
Куба занимает третье место в мире по запасам никеля, добыча которого началась в 1943 году и существенно увеличилась в период после революции 1959 года, когда при содействии СССР было модернизировано шахтное оборудование и построен горно-обогатительный комбинат.
Куба обладает крупными запасами кобальта и занимает пятое место в мире по объёмам его добычи и производства.
Также, Куба обладает крупными месторождениями медных руд (в провинциях Орьенте и Пинар-дель-Рио), марганцевых руд (в провинции Орьенте), хромитов — в провинции Камагуэй, каолинов (на острове Хувентуд), железной руды, асбеста, фосфоритов. Кроме того, добывают соль.
В 1984 году на западе страны были открыты месторождения нефти и газа. В 2006 году началось освоение нефтегазового месторождения к северу от острова, недалеко от побережья Флориды.

### Обрабатывающая промышленность
До кубинской революции кубинская промышленность была слаборазвита, в 1958 году в стране насчитывалось 40 небольших промышленных предприятий, на которых было занято 4 тыс. рабочих. После революции 1959 года началась индустриализация Кубы. В 1975 году в стране действовали 70 промышленных предприятий, на которых работали 29 тыс. человек. В настоящее время имеются предприятия чёрной и цветной металлургии, машиностроения, нефтеперерабатывающей и химической промышленности, производство строительных материалов.
- производство нефтепродуктов: 3,6 млн т (1958); 5,9 млн т (1975)[23]

В январе 2013 года было заключено соглашение с Белоруссией о ремонте и модернизации станочного парка Кубы, организации профессиональной переподготовки кубинских инженеров

### Лёгкая, фармацевтическая и пищевая промышленность
По состоянию на 1958 год на Кубе имелось 160 сахарных заводов и 1,3 тыс. табачных предприятий, а также предприятия по производству мебели, красок, вискозы, автомобильных камер, обуви, мешковины, шпагата, консервов, сыра и масла.
В настоящее время на Кубе развиты лёгкая, фармацевтическая и пищевая промышленность.
В начале 2000-х годов сахарная промышленность оставалась основной отраслью экономики страны, важное значение имела табачная промышленность. Действуют предприятия текстильной и кожевенно-обувной промышленности.

## Энергетика
В соответствии с данными UNSD энергетика Кубы на конец 2019 года характеризуется следующими показателями и EES EAEC:
- Производство органического топлива — 8675 тыс. тут. Общая поставка — 14 927 тыс. тут.
- На преобразование на электростанциях и отопительных установках израсходовано 5546 тыс. тут или 37,2 % от общей поставки.
- Установленная мощность — нетто электростанций — 6508 МВт, в том числе: тепловые электростанции, сжигающие органическое топливо (ТЭС) — 96,6 % , возобновляемые источники энергии (ВИЭ) — 3,4 %. Производство электроэнергии-брутто — 20 703 млн. кВт∙ч, в том числе: ТЭС — 98,2 % , ВИЭ — 1,8 % .
- Конечное потребление электроэнергии — 15 331 млн. кВт∙ч, из которого: промышленность — 19,7 %, транспорт — 1,9 %, бытовые потребители — 60,4 %, коммерческий сектор и предприятия общего пользования — 3,0 %, сельское, лесное хозяйство и рыболовство — 2,0 %, другие потребители — 13,1 %.

Показатели энергетической эффективности за 2019 год: душевое потребление валового внутреннего продукта (в номинальных ценах) — 9126 долларов США, душевое (валовое) потребление электроэнергии — 1353 кВт∙ч, душевое потребление электроэнергии населением — 817 кВт∙ч. Число часов использования установленной мощности-нетто электростанций — 2883 часов

## Транспорт
Автомобильные дороги Кубы:
- общая протяжённость: 10,1 тыс. км (1958)[9]; 18,5 тыс. (1972)[9]; 60 858 км
  - в том числе, с твёрдым покрытием: 5,9 тыс. км (1958)[9]; 8 тыс. км (1972)[9]; 29 820 км

Железные дороги
Кубинская железная дорога включает несколько линий, наиболее важными являются: Гавана — Гуинес — Сьенфуэгос, Санта-Клара — Морон — Пуэрто-Тарафа, Марти-Баямо — Сан-Луис.
- общая протяжённость: 5 тыс. км (1950)[55]; свыше 5200 км (1995)[61]; 8367 км (2018)

Воздушный транспорт
На Кубе действуют авиакомпании «Cubana de Aviación», «Aerogaviota», «AeroCaribbean» и «Aero Varadero»
- количество аэропортов: 136
  - в том числе, с твёрдым покрытием: 65

Морской торговый флот
В период после 1959 года кубинский торговый и рыболовный флот увеличился, значительное развитие получило рыболовство — от импорта рыбы Куба перешла к экспорту морепродуктов (только в период с 1958 по 1986 год улов рыбы увеличился с 21,9 тыс. т до 244,6 тыс. т)
- торговый флот: 1958 год — 14 судов (5 тыс. т)[23]; 1988—1989 годы — 117 судов (1,3 млн т)[21]

## Сфера услуг
Важным источником дохода является международный туризм (см. Туризм на Кубе).